# Championnat d'Égypte de football 1987-1988
Navigation
Saison précédente Saison suivante
La saison 1987-1988 du Championnat d'Égypte de football est la 32e édition du championnat de première division égyptien. Douze clubs égyptiens prennent part au championnat organisé par la fédération. Les équipes sont regroupées au sein d'une poule unique où elles rencontrent leurs adversaires deux fois, à domicile et à l'extérieur. À l'issue du championnat, les deux derniers du classement sont relégués et remplacés par les deux meilleures équipes de D2.
C'est le club du Zamalek SC qui remporte la compétition, après avoir terminé en tête du classement final, à égalité de points mais avec une meilleure différence de buts que le triple tenant du titre, Al Ahly SC. Ghazl El Mahallah complète le podium à 12 points du duo de tête. C'est le 6e titre de champion d'Égypte de l'histoire du club, qui réussit le doublé en s'imposant face à l'Ittihad Alexandrie en finale de la Coupe d'Égypte.

## Les clubs participants
| - Al Ahly SC - Zamalek SC - Ittihad Alexandrie - Ismaily SC - Tersana SC - Al Olympi - Promu de D2 | - Gazl Domiyat - Al Mareekh FC - Helwan Textiles - Promu de D2 - Al-Moqaouloun - Al-Masry Club - Ghazl El Mahallah |

## Compétition

### Classement
Le classement est établi sur le barème de points classique (victoire à 3 points, match nul à 1, défaite à 0).
| Rang | Équipe             | Pts | J  | G  | N  | P  | Bp | Bc | Diff |
| ---- | ------------------ | --- | -- | -- | -- | -- | -- | -- | ---- |
| 1    | Zamalek SC C       | 53  | 22 | 16 | 5  | 1  | 43 | 8  | +35  |
| 2    | Al Ahly SC T       | 53  | 22 | 17 | 2  | 3  | 37 | 10 | +27  |
| 3    | Ghazl El Mahallah  | 41  | 22 | 11 | 8  | 3  | 30 | 14 | +16  |
| 4    | Ismaily SC         | 36  | 22 | 10 | 6  | 6  | 19 | 14 | +5   |
| 5    | Al-Masry Club      | 30  | 22 | 7  | 9  | 6  | 19 | 20 | -1   |
| 6    | Tersana SC         | 25  | 22 | 6  | 7  | 9  | 25 | 27 | -2   |
| 7    | Al Olympi P        | 24  | 22 | 6  | 6  | 10 | 14 | 21 | -7   |
| 8    | Al-Moqaouloun      | 23  | 22 | 4  | 11 | 7  | 23 | 22 | +1   |
| 9    | Ittihad Alexandrie | 22  | 22 | 4  | 10 | 8  | 12 | 21 | -9   |
| 10   | Al Mareekh FC      | 22  | 22 | 5  | 7  | 10 | 11 | 25 | -14  |
| 11   | Gazl Domiyat       | 21  | 22 | 4  | 9  | 9  | 10 | 17 | -7   |
| 12   | Helwan Textiles P  | 4   | 22 | 0  | 4  | 18 | 6  | 50 | -44  |

| Légende : Qualifications et relégations | Légende : Qualifications et relégations                                |
| --------------------------------------- | ---------------------------------------------------------------------- |
|                                         | Qualification pour la Coupe d'Afrique des clubs champions 1989         |
|                                         | Relégation directe en deuxième division                                |
|                                         | T : Tenant du titre C : Vainqueur de la Coupe d'Égypte P : Promu de D2 |

## Bilan de la saison
| Championnat d'Égypte de football 1987-1988 |                       |
| Champion                                   | Zamalek SC (6e titre) |
| Coupes et trophées                         |                       |
| Vainqueur de la Coupe d'Égypte 1987-1988   | Zamalek SC            |
| Qualifications continentales               |                       |
| Coupe d'Afrique des clubs champions 1989   | Zamalek SC            |
| Coupe des Coupes 1989                      | Aucun                 |
| Promotions et relégations                  |                       |
| Promus en Egyptian Premier League          | Suez El-Riyadi        |
| Promus en Egyptian Premier League          | Meniya Club           |
| Relégués en Egyptian Second League         | Gazl Domiyat          |
| Relégués en Egyptian Second League         | Helwan Textiles       |